# JDS Ise
Ne doit pas être confondu avec Ise (cuirassé).
Pour les articles homonymes, voir Ise.
Le JS Ise (DDH-182) est un destroyer porte-hélicoptères (DDH dans la classification du Japon) de la Force maritime d'autodéfense japonaise, lancé le 21 août 2009. C'est le second navire à porter le nom de l'ancienne province d'Ise, après un croiseur cuirassé du début du XXe siècle et le second de la classe Hyūga.

## Service
Le navire et son sister ship, le JS Hyūga ont pris part aux opérations de secours après le tremblement de terre et le tsunami de Tōhoku en 2011, il a servi à livrer des vivres et à apporter des secours aux sinistrés.
Le 5 septembre 2022, un convertible Boeing-Bell V-22 Osprey des forces japonaise se pose sur ce navire. C'est le premier appontage d'un V-22 Japonais sur un bateau.